# 바버라 벨 게디스
바버라 벨 게디스(Barbara Bel Geddes, 1922년 10월 31일 ~ 2005년 8월 8일)는 미국의 배우이다.

## 영화
- 14시간
- 현기증 (1958년 영화)

## 텔레비전
- 우리 읍내 (희곡)
- 댈러스 (1978년 드라마)